# Дворянське гніздо
«Дворянське гніздо» — роман, написаний Іваном Сергійовичем Тургенєвим у 1856–1858 роках, вперше опублікований в 1859 в журналі «Современник».

## Сюжет роману
Головним героєм роману є Федір Іванович Лаврецкий, дворянин, що має багато рис самого Тургенєва. Вихований віддалено від свого отчого дому, син батька-англофіла і матері, яка померла в ранньому його дитинстві, Лаврецький виховується в сімейному заміському маєтку жорстокою тіткою. Часто критики шукали основу для цієї частини сюжету в дитинстві самого Івана Сергійовича Тургенєва, який був вихований своєю матір'ю, відомою своєю жорстокістю.
Лаврецький продовжує свою освіту в Москві, і, під час відвідин опери, помічає прекрасну дівчину в одній з лож. Її звуть Варвара Павлівна, і ось Федір Лаврецький пояснюється їй у коханні і просить її руки. Пара одружується, і молодята переїжджають до Парижа. Там Варвара Павлівна стає вельми популярною власницею салону, і заводить роман з одним із постійних її гостей. Лаврецький дізнається про роман дружини з іншим тільки в той момент, коли випадково читає записку, написану від коханця до Варвари Павлівні. Шокований зрадою коханої людини, він пориває всі контакти з нею і повертається у свій фамільний маєток, де був вихований.
Після повернення додому в Росію Лаврецький відвідує свою сестру, Марію Дмитрівну Калитин, яка живе з двома її дочками — Лізою і Оленкою. Лаврецький негайно зацікавлюється Лізою, чия серйозна натура і щире присвячення себе православній вірі дають їй велику моральну перевагу, разюче відрізняючись від кокетливої поведінки Варвари Павлівни, до якої так звик Лаврецький. Поступово Лаврецький усвідомлює, що він глибоко закоханий у Лізу, і, коли він прочитує в іноземному журналі повідомлення про те, що Варвара Павлівна померла, він пояснюється Лізі в любові і дізнається, що його почуття взаємні — Ліза також любить його.
До нещастя, жорстока іронія долі не дає Лаврецкому та Лізі бути разом. Після пояснення в любові щасливий Лаврецький повертається додому … щоб виявити там живу і неушкоджену Варвару Павлівну, яка чекає його у фоє. Як з'ясовується, оголошення в журналі було дано помилково, а салон Варвари Павлівни виходить з моди, і тепер Варвара потребує грошей, які вимагає від Лаврецького. Дізнавшись про раптову появу живої Варвари Павлівни, Ліза вирішує піти у віддалений монастир і проживає залишок своїх днів у черницях. Роман закінчується епілогом, дія якого відбувається вісім років по тому, з якого стає також відомо, що Лаврецький повертається в будинок Лізи, в якому поселився її подорослішавший брат. Там він, через минулі роки, незважаючи на безліч змін в будинку, бачить вітальню, де часто зустрічався з дівчиною, бачить рояль і сад перед будинком, які так запам'яталися йому через спілкування з Лізою. Лаврецький живе своїми спогадами, і бачить якийсь сенс і навіть красу в своїй персональній трагедії. Після своїх роздумів герой їде назад до себе додому. Надалі, Лаврецький відвідує Лізу в монастирі, бачачи її в ті короткі моменти, коли вона з'являється на миті між богослужіннями.

## Екранізації
Роман був екранізований в 1914 році В. Р. Гардіним і в 1969 році Андрієм Кончаловським. У радянській стрічці головні ролі виконали Леонід Кулагін та Ірина Купченко.

## Звинувачення у плагіаті
Цей роман був приводом для серйозної сварки між Тургенєвим і І. Гончаровим. Д. В. Григорович, в числі інших сучасників, згадує:
|  | Раз - здається, у Майкова - розповідав він зміст нового передбачуваного роману, в якому героїня повинна була піти в монастир; багато років потому вийшов роман Тургенєва «Дворянське гніздо»; головне жіноче обличчя в ньому також віддалялося, в монастир. Гончаров підняв цілу бурю і прямо звинуватив Тургенєва у плагіаті, у привласненні чужої думки, припускаючи, ймовірно, що думка ця, дорогоцінна по своїй новизні, могла з'явитися тільки йому, а у Тургенєва недостало б настільки таланту та уяви, щоб дійти до неї. Справа прийняла такий оборот, що довелося призначити третейський суд, складений з Никитенка, Анненкова та третьої особи, - не пам'ятаю кого. Нічого з цього, звичайно, не вийшло, крім сміху; але відтоді Гончаров перестав не тільки бачитися, але і кланятися з Тургенєвим. |